# Notts County Football Club
El Notts County Football Club és un club de futbol d'Anglaterra, de la ciutat de Nottingham, al comtat de Nottinghamshire.

## Història

Diagrama del club a les competicions angleses.

El Notts County va ser format el 1862. És el club professional més antic del món. El 1888 fou membre fundador de la lliga anglesa de futbol. El 1891 arribà a la final de la FA Cup però fou derrotat per 3 a 1 pel Blackburn Rovers. Tres anys més tard, el 1894, assolí el títol de copa en vèncer el Bolton Wanderers per 4 a 1. Fou el primer club que fou capaç de guanyar la competició sense ser mèmbre de la primera divisió anglesa.

## Estadis
Entre 1867 i 1883 el club va jugar a Meadows Cricket Ground i posteriorment al Castle Cricket Club. Ocasionalment jugà a Trent Bridge. El 1883 s'establí al Trent Bridge cricket ground, en ser abandonat pels seus rivals, Nottingham Forest. El 1910 s'instal·là a Meadow Lane, el seu actual estadi.

## Palmarès
- Copa d'Anglaterra (1): 1893–94
- Segona divisió d'Anglaterra (2): 1896–97, 1913–14, 1922–23
- Copa anglo-italiana de futbol (1): 1994–95

## Futbolistes destacats

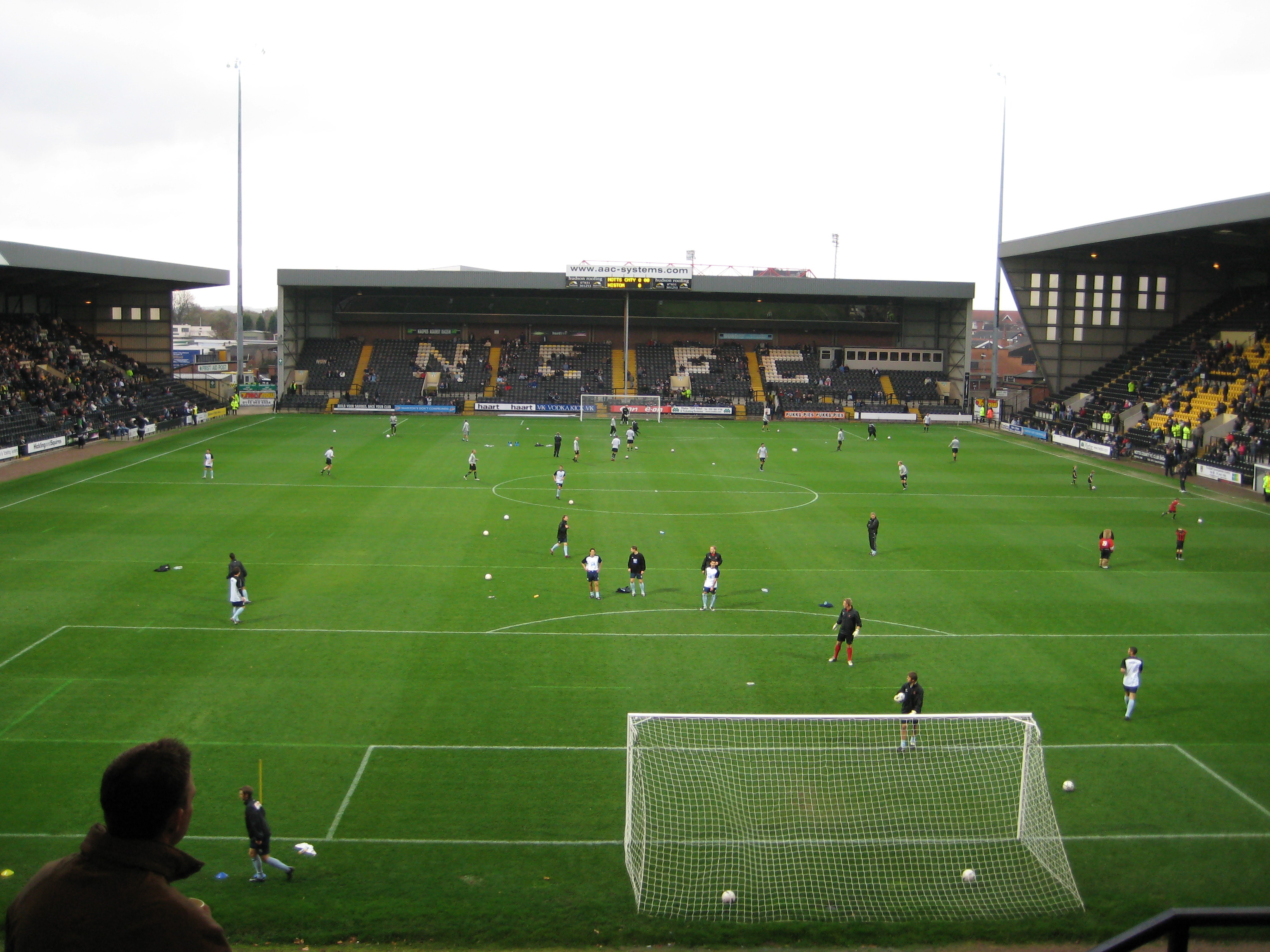
Meadow Lane.

| - Daniel Allsopp - Jeff Astle - Joe Bacuzzi - Les Bradd - Steve Carter - Trevor Christie - Henry Cursham - Dixie Dean - Mark Draper - Tony Hateley - Albert Iremonger - Eddie Gannon - Ernest Greenhalgh | - Tommy Johnson - Brian Kilcline - Tommy Lawton - David Needham - Dennis Pearce - Jermaine Pennant - Jackie Sewell - Mordecai Sherwin - Craig Short - Phil Turner - David Watson - Hughie Gallacher - Tom Johnston | - James Logan - Arthur Mann - Don Masson - Gordon Mair - Iain McCulloch - Ian McParland - Gary McSwegan - Martin O'Neill - Nigel Worthington - Steve Finnan - Radojko Avramovic - Jason Lee |